# Greene megye (Pennsylvania)
Greene megye az Amerikai Egyesült Államokban, azon belül Pennsylvania államban található. Megyeszékhelye és legnagyobb városa Waynesburg. Lakosainak száma 35 954 fő (2020. április 1.). Greene megye Washington, Fayette, Monongalia, Wetzel és Marshall megyékkel határos.

## Népesség
A megye népességének változása:
| Lakosok száma | 38 612 | 38 409 | 38 088 | 37 838 | 37 519 | 35 954 |
|               | 2010   | 2011   | 2012   | 2013   | 2015   | 2020   |